# Visual Basic for Applications
Microsoft Visual Basic for Applications (VBA) verzija je Visual Basica integrirana u Microsoft Office i prilagođena specifičnim mogućnostima i namjeni svake pojedine aplikacije ovog paketa. Korištenjem VBA moguće je izraditi potpuno nove funkcije ovih programa i u potpunosti prilagoditi Office aplikaciju željama korisnika.

## Poveznice
- Microsoft Visual Basic
- Microsoft